# Nederlands Film Festival 2009
Het Nederlands Film Festival 2009, van 23 september tot en met 2 oktober in Utrecht, was de 29e editie van het festival. Het festival werd geopend met de première van de film Tramontana. Het festival werd afgesloten met het Gala van de Nederlandse film. Hier werden onder andere de Gouden Kalveren uitgereikt, met nog enkele andere prijzen.
Hoofdgast tijdens het complete festival was dit jaar acteur Jack Wouterse. De film Nothing Personal van Urszula Antoniak won vier Gouden Kalveren op de slotavond van het festival.

## Prijzen

### Gouden Kalf
- Beste lange speelfilm: Reinier Selen en Edwin van Meurs (Rinkel Film en TV) voor Nothing Personal
- Beste korte film: Marinus Groothof voor Sunset from a Rooftop
- Beste acteur: Martijn Lakemeier voor Oorlogswinter
- Beste actrice: Rifka Lodeizen voor Kan door huid heen
- Beste mannelijke bijrol: Raymond Thiry voor Oorlogswinter
- Beste vrouwelijke bijrol: Pleuni Touw voor Bride Flight
- Beste scenario: Alex van Warmerdam voor De laatste dagen van Emma Blank
- Beste regie: Urszula Antoniak voor Nothing Personal
- Beste korte documentaire: Marije Meerman voor I Wanna Be Boss
- Beste lange documentaire: Jan Musch en Tijs Tinbergen voor Rotvos
- Beste televisiefilm: Martijn Maria Smits voor Anvers
- Beste production design: Floris Vos voor Oorlogswinter
- Beste camera: Daniël Bouquet voor Nothing Personal
- Beste sound design: Jan Schermer voor Nothing Personal
- Beste montage: Esther Rots voor Kan door huid heen
- Beste muziek: Perquisite voor Carmen van het Noorden

### Overig
- Speciale juryprijs: Het hele team van Kan door huid heen
- Film1 Publieksprijs: Danyael Sugawara voor Alles stroomt
- Prijs van de Nederlandse filmkritiek: Aliona van der Horst voor Boris Ryzhy